# Institut supérieur de l'aéronautique et de l'espace
Het Institut supérieur de l'aéronautique et de l'espace, ook wel ISAE-SUPAERO, is een in 1909 opgerichte grande école (technische universiteit) in Toulouse. De school is geen onderdeel van de Universiteit van Toulouse, maar werkt daar wel mee samen in het consortium Université fédérale de Toulouse Midi-Pyrénées.

## Diploma
Afgestudeerden met een diploma van het ISAE-SUPAERO worden bijvoorbeeld technisch manager of onderzoeker in een werkbouwkundige omgeving.
Diploma's die te behalen zijn:
- Ingenieursdiploma Master: 'Ingénieur Supaero' (300 ECTS)
- Doctoraatsscholen
- Mastère Spécialisé, een eenjarige opleiding voor verdere specialisatie (in samenwerking met École nationale de l'aviation civile en École de l'Air[2]).

Daarnaast kunnen studenten een Massive open online course volgen, een cursus waarbij het cursusmateriaal wordt verspreid via het internet.

## Bekende alumni
- Henri Coandă, Roemeens uitvinder, aerodynamisch ingenieur en de geestelijk vader van de straaljager.[4]
- Marcel Dassault, Joods-Frans industrieel, vooral bekend als vliegtuigconstructeur.[5]
- Serge Dassault, Joods-Frans ondernemer en politicus.[6]
- Michail Goerevitsj, Sovjet-Russisch vliegtuigontwerper, hoofdontwerper van Mikojan-Goerevitsj.

 België: 
Faculté polytechnique de Mons · 
Université catholique de Louvain · 
Université libre de Bruxelles · 
Université de Liège · 
Vrije Universiteit Brussel · 
 Denemarken: 
Danmarks Tekniske Universitet · 
 Brazilië: 
Universiteit van São Paulo · Escola Politécnica da Universidade de São Paulo · 
 Duitsland: 
Rheinisch-Westfälische Technische Hochschule · 
Technische Universiteit Berlijn · 
Technische Universität Darmstadt · 
Technische Universität Dresden · 
Leibniz Universität Hannover · 
Technische Universität München · 
Friedrich-Alexander-Universität Erlangen-Nürnberg · 
Universiteit van Stuttgart · 
 Finland:
Teknillinen Korkeakoulu ·
 Frankrijk:
École Centrale de Lille · 
École centrale de Lyon ·
École centrale de Marseille ·
École centrale de Nantes ·
École centrale Paris ·
École nationale des ponts et chaussées ·
École nationale supérieure de techniques avancées · 
Institut supérieur de l'aéronautique et de l'espace · 
École Supérieure d'Électricité · 
 Griekenland:
Aristoteles-universiteit van Thessaloniki · 
Ethniko Metsovio Polytechnio Athina ·
 Hongarije:
Budapest University of Technology and Economics · 
 Italië:
Politecnico di Milano ·
Politecnico di Torino · 
Universiteit van Padua ·
Università degli Studi di Trento ·
 Noorwegen:
Technisch-natuurwetenschappelijke Universiteit van Noorwegen ·
 Oostenrijk:
Technische Universiteit Wenen ·
 Polen:
Wroclaw University of Technology ·
 Portugal ·
Instituto Superior Técnico · 
 Rusland:
Technische Staatsuniversiteit van Moskou ·
Moscow State Technical University of Radio Engineering · 
Tomsk Polytechnic University ·
 Spanje:
Universidad Politécnica de Madrid · 
Universitat Politècnica de València · 
Universidad Pontificia Comillas · 
Universidad de Sevilla · 
Universitat Politècnica de Catalunya · 
 Tsjechië:
Tsjechische Technische Universiteit · 
 Turkije:
Technische Universiteit Istanboel · 
 Verenigd Koninkrijk:
Queen's Universiteit van Belfast · 
 Zweden:
Technische Universiteit Chalmers · 
Kungl. Tekniska Högskolan ·
Lunds Tekniska Högskola · 
 Zwitserland:
Eidgenössische Technische Hochschule Zürich · 
Technische Universiteit van Lausanne